# Sergej Gennadievič Nečaev
Sergej Gennadievič Nečaev, in russo Сергей Геннадиевич Нечаев? (Ivanovo, 2 ottobre 1847 – San Pietroburgo, 3 dicembre 1882), è stato un rivoluzionario russo, esponente del movimento nichilista russo.

## Biografia
Figlio di un imbianchino e di una serva della gleba, rimase presto orfano di madre e fu educato insieme con i numerosi fratelli con durezza. Fin dall'infanzia fece piccoli lavori, e a nove anni era fattorino di una fabbrica tessile di Ivanovo, cittadina di provincia destinata a diventare il maggior centro dell'industria tessile della Russia. In questa città dove non c'era «mai nulla di nuovo - scriveva nel 1864 - soltanto il fango immenso», Nečaev studiò nella scuola privata di Vasilij Demet'ev, uno scrittore di racconti ispirati alle tradizioni della vita popolare.
Conobbe anche un altro scrittore, Filipp Diomidovič Nefëdov (1838-1902) il quale, figlio di servi agiati, aveva potuto trasferirsi a Mosca per studiare e iniziarvi una carriera di scrittore, dedicata alla descrizione della vita dei contadini e degli operai della sua terra di origine. Con Nefëdov si tenne in corrispondenza, scrivendogli della sua volontà di lasciare Ivanovo, e fu lo scrittore ad aiutarlo a sistemarsi a Mosca, nell'agosto del 1865, dove Nečaev diede gli esami per ottenere il diploma di maestro.

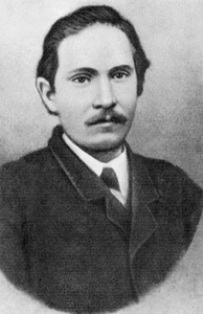
Pëtr Tkačëv

Fu respinto, ma l'anno dopo li ripeté, questa volta con successo, a San Pietroburgo, diventando insegnante in una scuola della capitale. Il 4 aprile di quell'anno Karakozov aveva sparato allo zar Alessandro II, mancando il bersaglio. Tre anni dopo Nečaev scriverà che «l'inizio della nostra santa causa è stato posto da Karakozov il mattino del 4 aprile 1866. Il suo atto dev'essere considerato come un prologo. Operiamo, amici, perché venga presto il dramma stesso».
Divenuto uditore all'Università di San Pietroburgo nell'autunno del 1868, ispirandosi alle figure di Babeuf e di Filippo Buonarroti, Nečaev era entrato in contatto con Z. K. Ralli e con Tkačëv, entrando a far parte con quest'ultimo di un piccolo gruppo clandestino formato di studenti, che avrebbe dovuto influenzare in senso rivoluzionario il movimento studentesco. Era convinto che una sollevazione di contadini fosse imminente: il 19 febbraio 1870 scadeva infatti il termine previsto dalla riforma che nel 1861 aveva liberato i servi. Dopo nove anni, milioni di contadini liberati avrebbero dovuto scegliere se continuare a pagare il riscatto al signore su quella parte supplementare di terra loro assegnata, oppure restituirla.
Tali concetti erano indicati nel Programma di azioni rivoluzionarie, scritto da Nečaev e Tkačëv. Poiché il regime sociale presente era «una massa di bassezze, viltà e ingiustizie», era naturale che «un simile ordine non potesse durare eternamente», essendo «legge storica» la rivoluzione, e perciò occorreva «creare la maggior quantità di tipi rivoluzionari, sviluppare nella società la coscienza d'una eventuale e inevitabile rivoluzione quale mezzo per raggiungere un migliore ordine di cose».
Nel gruppo clandestino si sarebbero temprati i veri rivoluzionari: «coloro che entrano a far parte dell'organizzazione dovranno abbandonare ogni proprietà, occupazione o legami familiari», in modo da essere concentrati nell'unico scopo. Il gruppo sarebbe stato formato nello «spirito del decentramento e della legge del movimento», nel senso che i rivoluzionari avrebbero avuto autonomia d'azione rispetto al centro dell'organizzazione, e avrebbero cambiato luogo d'azione in qualunque momento, nello spirito dell'anarchismo bakuniniano.
Entro il maggio del 1869 si sarebbe dovuto formare un primo nucleo di rivoluzionari operanti a Mosca e a Pietroburgo, successivamente l'agitazione si sarebbe dovuta svolgere nelle province, fino alla rivoluzione generale nella primavera del 1870. Per cercare collegamenti in Europa, Nečaev partì il 4 marzo 1869 per Ginevra, dove raccontò pubblicamente di essere stato arrestato in Russia per due volte e per due volte essere riuscito a evadere. Si trattò di una sua invenzione, adatta a presentarlo come un modello di grande rivoluzionario.
La sua personalità e i suoi racconti sui movimenti in atto impressionarono gli ambienti dell'emigrazione russa. Ogarëv gli dedicò una poesia, che fu diffusa in Russia in ottobre, mentre Bakunin scrisse di Nečaev con entusiasmo a James Guillaume, il 13 aprile: «uno di quei giovani fanatici che non conoscono dubbi, che nulla temono e che hanno deciso in modo assoluto che molti, moltissimi di loro dovranno perire sotto i colpi dei governi, ma che non per questo si fermeranno, sino a quando il popolo russo insorgerà. Sono magnifici questi giovani fanatici, credenti senza dio, eroi senza frasi».

### IlCatechismo del rivoluzionario

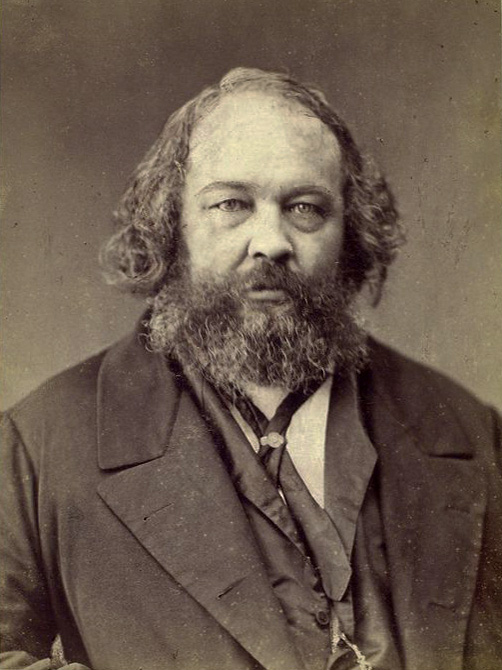
Michail Bakunin

Con Bakunin scrisse il Catechismo del rivoluzionario. Erano idee da tempo maturate negli ambienti rivoluzionari - Išutin le aveva già espresse costituendo il suo Inferno - la novità stava piuttosto nella forma scandita e perentoria utilizzata da Bakunin, cui il Catechismo è soprattutto da attribuire. Il rivoluzionario «è un uomo perduto» che non ha «interessi propri, né cause proprie, né sentimenti, né abitudini, né proprietà, nemmeno un nome». Il suo unico ed esclusivo interesse è la rivoluzione. Egli è in rotta con le leggi e le convenzioni della società, disprezza ogni dottrinarismo, poiché la sua unica scienza è «quella della distruzione», disprezza l'opinione pubblica e odia l'etica sociale, perché «è morale tutto ciò che permette il trionfo della rivoluzione, immorale tutto quello che l'ostacola». Il rivoluzionario è un uomo implacabile, severo con sé e con gli altri, pronto alla tortura e alla morte. La sua natura «esclude ogni romanticismo, ogni sentimentalismo, ogni entusiasmo e ogni seduzione. Essa esclude pure l'odio e la vendetta personale. La passione rivoluzionaria, diventata per lui passione d'ogni giorno, d'ogni minuto, deve congiungersi al freddo calcolo».
Il rivoluzionario vive nella società «fingendo di essere ciò che non è». Egli dividerà le persone in sei categorie. La prima categoria è costituita da coloro che devono morire subito: «è necessario distruggere coloro che possono fare più male per l'organizzazione rivoluzionaria». La seconda è formata da coloro che possono vivere temporaneamente, «perché i loro terribili atti porteranno il popolo a una rivolta inevitabile». La terza categoria comprende le persone altolocate, ricche e influenti, che devono essere ricattate sfruttando «i loro sporchi segreti», così che il loro potere diventi «un tesoro e un grande aiuto per molte imprese rivoluzionarie». La quarta categoria è costituita dai «politici ambiziosi e liberali di varie sfumature», che possono essere condizionati «in modo che danneggino lo stato con le loro stesse mani». La quinta categoria consiste nei dottrinari, nei rivoluzionari a parole, che devono essere spinti in manifestazioni pratiche, in modo che «la maggior parte di loro periranno, mentre alcuni diventeranno veri rivoluzionari». La sesta categoria è formata dalle donne. Se «vuote e senz'anima», saranno trattate come gli uomini della terza e quarta categoria; se «appassionate ma inconsapevoli», come gli uomini della quinta categoria, se interamente dedite alla causa rivoluzionaria, saranno «il nostro tesoro più prezioso senza il cui aiuto non possiamo avere successo».
Infine, il Catechismo enunciava il programma politico dell'organizzazione: «L'unica rivoluzione che salverà il popolo sarà quella che distruggerà alla radice ogni cosa stabilita, che annienti in Russia tutte le tradizioni statali, gli ordini e le classi». Per questo, occorreva unirsi a quegli elementi del popolo che sempre avevano protestato con i fatti «contro tutto quanto fosse direttamente o indirettamente legato allo stato: contro la nobiltà, la burocrazia, i preti, le ghilde, i kulaki».
Nello stesso periodo, nel maggio del 1869, Bakunin lanciò il manifesto dell'«andata al popolo», secondo il quale la gioventù colta doveva essere «la levatrice dell'autoliberazione popolare, l'unificatrice delle energie e degli sforzi del popolo». Per ottenere questo scopo, essa avrebbe dovuto «sprofondarsi, affogarsi nel popolo». Nella successiva Posizione del problema rivoluzionario, Bakunin ribadiva la necessità della «distruzione totale di tutte le condizioni e le forme dello Stato», contro le posizioni dei «rivoluzionari libreschi» i quali «giocano alla rivoluzione, ma sono incapaci di farla», non comprendendo che «la vera scuola è il popolo».
Bakunin e Nečaev scrissero insieme I principi della rivoluzione, dove rifiutavano l'idea di un'organizzazione rivoluzionaria diretta dall'alto. La distruzione dello Stato doveva avvenire per opera dell'iniziativa spontanea delle forze popolari, mentre il compito dei cospiratori era quello di «nascondersi nella massa», collegando le folle insorte, «imprimendo loro una medesima direzione e dando al movimento un carattere e uno spirito comuni». Per la prima volta Bakunin accettava il terrorismo come mezzo di lotta politica, portando Karakozov come esempio di rivoluzionario coerente.

### LaNarodnaja Rasprava

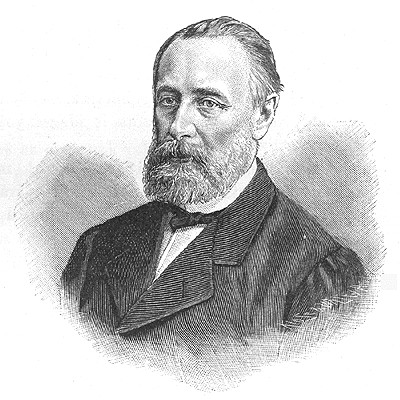
Michail Katkov

Nell'estate del 1869 Nečaev fondò l'organizzazione Narodnaja Rasprava, che può tradursi con Giustizia popolare o meglio Giustizia popolare sommaria, ovvero Jacquerie o, in russo, Pugačëvščina, che aveva per simbolo un'ascia contornata dalla scritta "Comitato della narodnaja rasprava del 19 febbraio 1870. Sezione russa della società mondiale rivoluzionaria". Contemporaneamente, veniva pubblicato il primo numero della rivista omonima, che proclamava l'imminente insurrezione popolare e contadina. Bandito ogni dottrinarismo, «stracci scientifici e pseudo scientifici», vi si scriveva, «senza risparmio di vite, senza arrestarci di fronte a nessuna minaccia», occorreva «buttarsi nella vita del popolo» e risvegliarvi «la fede nella sua potenza» per spingerlo «verso il trionfo della sua causa».
Il popolo, i mužiki, non avevano bisogno di «maestri non richiesti» per «spazzare dalla faccia della terra i potenti e gli oppressori», come aveva dimostrato Sten'ka Razin, quando l'obiettivo dell'eguaglianza sociale fu realizzata molto meglio che «nei falansteri di Fourier, nelle istituzioni di Cabet, di Louis Blanc e di altri dotti socialisti, meglio che nelle associazioni di Černyševskij». Anche i decabristi avevano indicato la giusta via, e più recentemente Išutin e Karakozov: «con loro apparvero gli uomini del fatto, dell'azione».
Nečaev si diceva sicuro che il 19 febbraio 1870, l'atto finale della riforma, «l'odio meditato scoppierà come una tempesta sulla nobiltà che affoga nei vizi e nell'abbondanza». Il capo dei gendarmi Mezencov, il governatore Trepov e «altri porci» pagheranno per i loro crimini, agli scrittori reazionari come Katkov bisognerà «strappare la lingua, onde liberarsi dalla menzogna sistematica, dal tradimento nella letteratura e nella scienza». Infine, lo zar Alessandro sarà consegnato al tribunale contadino.

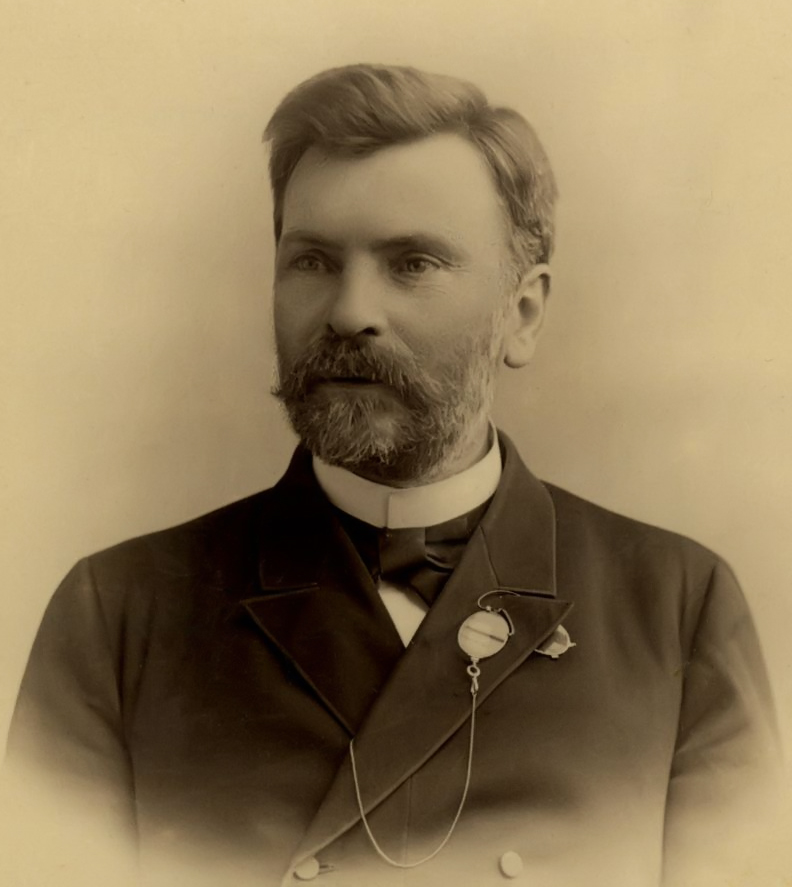
Vladimir Kovalevskij

Nell'agosto del 1869 Nečaev lasciò la Svizzera in cerca di adepti della sua organizzazione. Nei Balcani trovò qualche appoggio presso dei giovani rivoluzionari bulgari, a Mosca si guadagnò l'adesione di Pëtr Uspenskij che lo mise in contatto con lo studente Nikolaj Dolgov, il quale a sua volta gli procurò l'adesione di altri studenti dell'Accademia agricola, Aleksej Kuznecov, Fëdor Ripman e Ivan Ivanov, della guardia carceraria Nikolaev e soprattutto dell'esperto Ivan Pryžov, mentre a Pietroburgo Nečaev ottenne quella dei fratelli Ivan e Vladimir Lichutin, due ricchi nobili originari di Nižnij Novgorod. Questi arrivarono a ricattare e a estorcere denaro a un altro membro del gruppo, il ricco nobile Vladimir Kovalevskij, il quale sposò poi una loro sorella e, dopo aver abbandonato ogni organizzazione rivoluzionaria, nel 1900 divenne ministro delle finanze nel gabinetto Vitte.
Come raccontò Kuznecov, Nečaev «aveva un'abilità straordinaria per indurre la gente a partecipare alla sua società». Metteva, intorno a chi voleva fosse un suo seguace, delle persone che cercavano di persuaderlo, facendogli capire che era opportuno diventarlo, perché altrimenti il popolo, una volta che si fosse rivoltato, avrebbe sterminato anche lui. Con i suoi adepti, Nečaev usava inizialmente l'arma della convinzione e del ragionamento; poi, ottenuto il consenso, «il suo atteggiamento mutava completamente e allora dava ordini, esigendo sottomissione».
La sera del 21 novembre 1869 Ivan Ivanov, uno dei primi seguaci della Narodnaja Rasprava, venne convocato con un pretesto nel giardino dell'Accademia agricola di Mosca e qui fu ucciso e sepolto da Nečaev, Kuznecov, Nikolaev e Pryžov. Ivanov aveva rifiutato di obbedire a certi ordini di Nečaev e questi si era convinto che egli intendesse tradire. Tempo dopo i suoi complici affermarono che non vi era nessun serio indizio di un possibile tradimento di Ivanov. Quando fu trovato il cadavere di Ivanov, Nečaev era già riparato in Svizzera, dove pubblicò un manifesto negando ogni accusa e parlando di montatura del governo zarista.

### La fuga all'estero

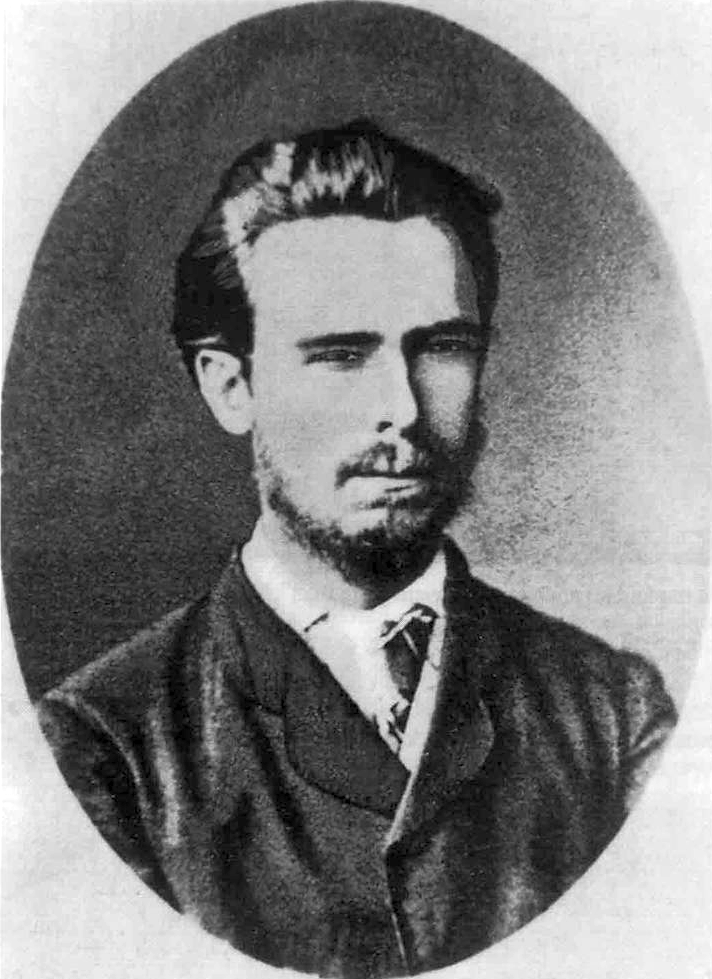
Sergej Nečaev

In Svizzera incontrò Bakunin «senza dimostrare più quella modestia con la quale s'era presentato la prima volta. Esigeva che si facesse conto di lui come dell'unica persona che aveva dietro di sé un'organizzazione seria», finendo col rompere con Bakunin, con il quale tuttavia diffuse un appello alla nobiltà russa, firmato Il comitato rivoluzionario nobiliare, invitandola a «salvare la Russia dalla terribile tempesta» che «la rozza plebe» poteva scatenare contro la monarchia. In un secondo manifesto, il cui autore era presentato come un aristocratico, Nečaev invitava la nobiltà a intervenire contro «le utopie sociali» presenti in Russia.
In un ulteriore proclama, gli studenti russi erano invece chiamati da Nečaev a seguire «la parola di Cristo, primo agitatore rivoluzionario» per affrettare la «fine inevitabile» del regime autocratico e della società che ne era l'espressione, certi che avrebbero avuto la solidarietà del mondo operaio occidentale, «non diviso né dai confini degli stati né dall'origine delle diverse razze». Non mancò un richiamo a Marx, il cui Manifesto era stato appena tradotto da Bakunin: nel secondo numero della Narodnaja Rasprava Nečaev sosteneva che vi si poteva trovare «uno sviluppo teorico particolareggiato» delle sue posizioni. Egli espose le sue posizioni di comunismo primitivo alla Babeuf nel periodico L'obščina, i cui unici due numeri uscirono a Londra grazie alla collaborazione di Vladimir Serebrjakov e di Semën Ivanovič.
Anche sei numeri del Kolokol (Колокол, La campana), la vecchia testata fondata nel 1857 da Herzen e Ogarëv, uscirono a sua cura dal 2 aprile al 6 maggio 1870, finanziata dallo stesso Ogarëv e dalla figlia di Herzen. Trascorsa ormai la data fatidica del 19 febbraio senza che nessuna rivolta avesse sconvolto la Russia, Nečaev scriveva di contare sui quei giovani russi «che hanno avuto una certa istruzione e che non hanno né un avvenire, né una carriera, né i mezzi per nutrirsi», tutti uniti nella lotta contro l'assolutismo, da chi affermava che «bisogna propagandare nelle classi colte l'idea di un diverso ordine di cose» a chi sosteneva che «bisogna preparare la gioventù», da chi era convinto della «necessità di andare nel popolo» per distruggervi la superstizione, a chi asseriva che bisognava spingere il popolo alla rivolta. Tutte queste varie anime della «comune causa sociale» avrebbero dovuto collegarsi fra di loro.
Gli agenti segreti russi, numerosi in Svizzera e infiltrati nelle organizzazioni internazionaliste e anarchiche, gli diedero la caccia. Dopo essersi spostato a Londra, a Parigi, a Saint Maurice, dove si nascose presso un italiano, il mazziniano Zamparini, Nečaev finì a Zurigo dove fu individuato e denunciato alla polizia svizzera da un polacco, agente russo. Arrestato il 14 agosto 1872, fu estradato in Russia.

### Il processo e la prigionia

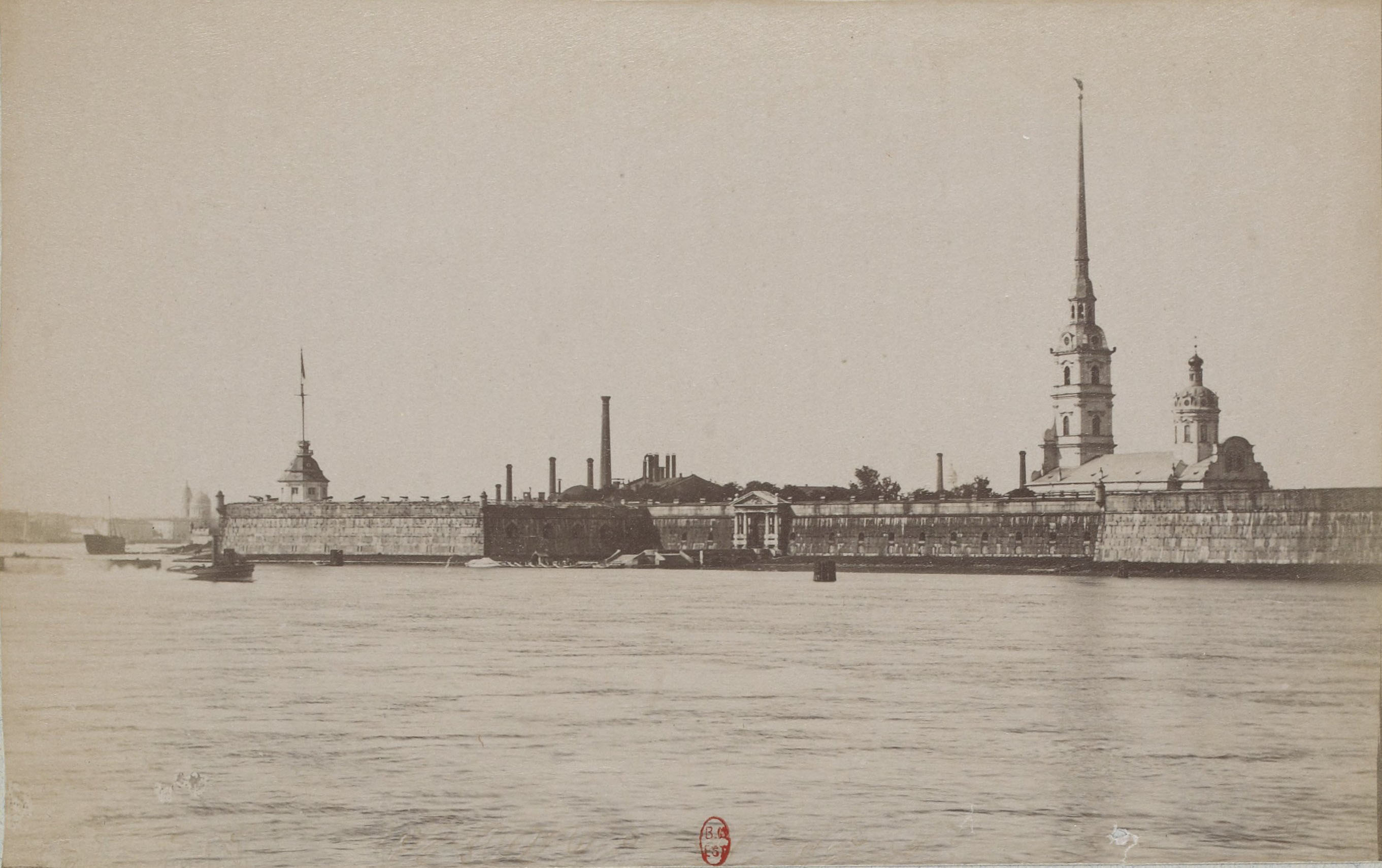
La fortezza di Pietro e Paolo, XIX secolo

Il 19 ottobre 1872 fu rinchiuso nella fortezza di Pietro e Paolo di Pietroburgo. Nel gennaio successivo fu processato a Mosca come criminale comune, benché egli pretendesse di essere riconosciuto detenuto politico. In tribunale dichiarò di non riconoscere l'autorità dell'imperatore e delle sue leggi, invocò una costituzione democratica e protestò per le torture subite. Fu condannato a venti anni di lavori forzati e alla deportazione perpetua in Siberia.
Il 25 gennaio 1873 fu esibito in piazza nel rito dell'«esecuzione civile», e in quell'occasione gridò invettive allo zar e inneggiò alla libertà e al popolo russo. Quando Alessandro II ne fu informato, ordinò che fosse rinchiuso per sempre in fortezza. Segretamente, il 29 gennaio Nečaev venne trasferito a Pietroburgo e rinchiuso in una cella del fossato della fortezza di Pietro e Paolo, in completo isolamento. Gli era permesso di leggere e scrivere. Nel 1875 schiaffeggiò il generale dei gendarmi venuto in ispezione, che aveva minacciato di punirlo. Nel 1878 inviò una lettera di protesta all'imperatore e gli fu proibito di scrivere. Protestò nella fortezza e fu incatenato mani e piedi. Riottenne poi il permesso di scrivere e ricordò episodi della sua vita che sono andati perduti.
Nel fossato, oltre a lui, era detenuto un altro prigioniero, da tempo impazzito. Il 13 marzo 1879 vi fu rinchiuso un altro rivoluzionario, Leon Mirskij, e poco dopo un membro della Narodnaja volja, Stepan Širjaev. Nečaev era intanto riuscito a rendere suoi amici i soldati addetti alla sua custodia. Tramite loro, poté comunicare con Širjaev e poi all'esterno, con il comitato esecutivo della Narodnaja volja, che progettò la liberazione dei prigionieri, ma gli arresti seguiti all'attentato del 1º marzo 1881 sconvolsero l'organizzazione rivoluzionaria.
Nečaev progettò allora un'altra evasione, con la complicità degli stessi soldati di guardia, ma il piano fu sventato in dicembre dal tradimento di Mirskij, che informò le autorità. Sessantanove soldati furono arrestati e fu rafforzato l'isolamento di Nečaev, che morì di scorbuto il 3 dicembre 1882.
Il personaggio del terrorista Pëtr Verchovenskij, nel romanzo I demoni di Fëdor Dostoevskij, è comunemente associato alla figura di Nečaev. In realtà Dostoevskij, scrivendo al suo editore Katkov, affermò che «la creazione della mia fantasia può notevolmente discostarsi dalla realtà effettuale, e il mio Pëtr Verchovenskij può non assomigliare affatto a Nečaev», aggiungendo che «quei miserabili aborti non sono degni di entrare nella letteratura».
Aleksandra Ivanovna Zasulič, sorella di Vera Zasulič, conobbe personalmente Nečaev, e nelle sue memorie racconta che le «veniva da ridere» quando lo sentiva descrivere come «un severo e triste fanatico». A suo dire, quella era «una stupida caricatura» di Nečaev, che era invece «un semplice ragazzo russo, simile nell'aspetto a un operaio, un po' malcerto nella vita cittadina» e che «non si dava affatto arie, amava scherzare e ridere di buon animo».